# Ronsin (Kogho)
Pour les articles homonymes, voir Ronsin.
Ronsin est une commune rurale située dans le département de Kogho de la province du Ganzourgou dans la région du Plateau-Central au Burkina Faso.

## Géographie
Ronsin est localisé à 1,5 km à l'ouest de Kogho.

## Santé et éducation
Le centre de soins le plus proche de Ronsin est le centre de santé et de promotion sociale (CSPS) de Kogho tandis que le centre médical avec antenne chirurgicale (CMA) se trouve à Boulsa.